# Мирт обыкновенный
Мирт обыкнове́нный (лат. Mýrtus commúnis) — вечнозелёное растение; вид рода Мирт семейства Миртовые.

## Ботаническое описание

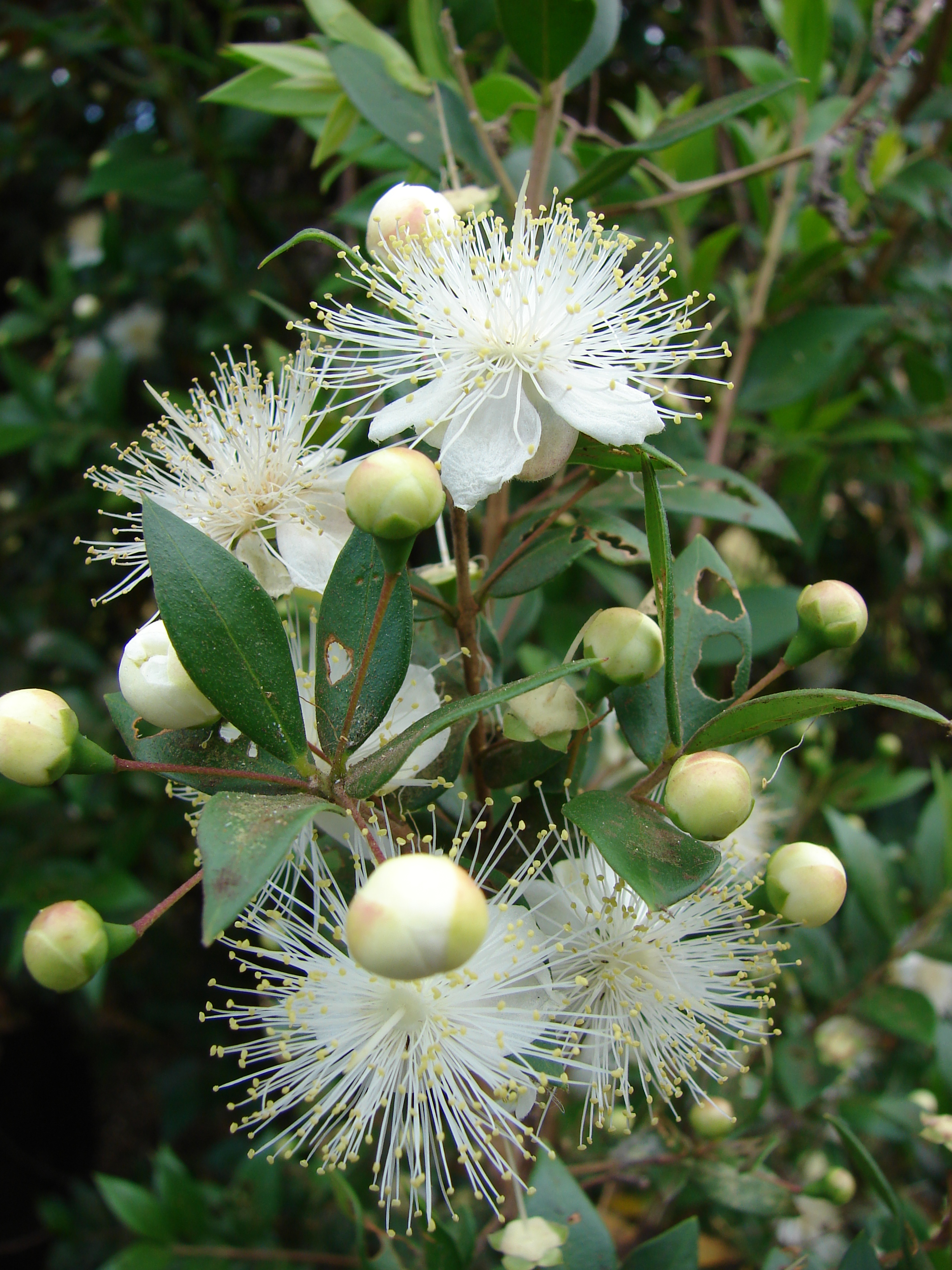
Цветущий мирт обыкновенный

Мирт обыкновенный — вечнозелёный кустарник или небольшое деревце до 5 м высоты.
Листья мелкие, овально-заострённые, кожистые, тёмно-зелёного цвета.
Цветки пятилепестковые, белого цвета с кремовым или красноватым оттенком, около 2 см в диаметре.
Плод — ягода тёмно-зелёного, тёмно-синего цвета.

## Распространение
Растёт в Южной Европе, Северной Африке, Западной Азии, на островах Средиземноморья. Часто выращивается как декоративное растение в регионах с субтропическим климатом, в том числе в Крыму и в Краснодарском крае.

## Экология
Светолюбивый, относительно засухоустойчивый кустарник. Это одно из характерных растений средиземноморского маквиса.

## Хозяйственное значение и применение
В листьях мирта содержится эфирное масло, которое использовали в медицинских целях и для приготовления благовоний. На Корсике и Сардинии из зрелых ягод делают итальянский ликёр мирто. В странах с холодными зимами мирт часто выращивают как комнатное растение.

## Ботаническая классификация
Подвид — Myrtus communis subsp. tarentina (L.) Nyman
Разновидность — Myrtus communis L. var. romana L.
Синонимы: Myrtus italica (L.) Mill. ex Steud., Myrtus mucronata (L.) Pers. ex Steud.